# Gerhard Grobelnik
Gerhard Grobelnik (Wenen, 10 juli 1975) is een voetbalscheidsrechter uit Oostenrijk, die zijn debuut maakte in de hoogste afdeling van het Oostenrijkse voetbal, de Bundesliga, op 1 juli 2003. Hij kreeg zijn FIFA-badge in 2009.

## Statistieken
| Seizoen   | Competitie | Duels | Kaarten    | Kaarten                                    | Kaarten     | Pen. |
| Seizoen   | Competitie | Duels | Kreeg geel | Kreeg voor de tweede keer geel en dus rood | Weggestuurd | Pen. |
| --------- | ---------- | ----- | ---------- | ------------------------------------------ | ----------- | ---- |
| 2016–2017 | Bundesliga | 6     | 8          | 0                                          | 0           | ?    |
| 2015–2016 | Bundesliga | 1     | 5          | 0                                          | 0           | ?    |
| 2014–2015 | Bundesliga | 12    | 51         | 2                                          | 1           | ?    |
| 2013–2014 | Bundesliga | 14    | 63         | 1                                          | 3           | ?    |
| 2012–2013 | Bundesliga | 14    | 58         | 6                                          | 1           | ?    |
| 2011–2012 | Bundesliga | 14    | 66         | 3                                          | 3           | ?    |
| 2010–2011 | Bundesliga | 12    | 50         | 3                                          | 3           | ?    |
| 2009–2010 | Bundesliga | 12    | 52         | 6                                          | 3           | ?    |
| 2008–2009 | Bundesliga | 11    | 40         | 0                                          | 2           | ?    |
| 2007–2008 | Bundesliga | 10    | 44         | 2                                          | 2           | ?    |
| 2006–2007 | Bundesliga | 11    | 39         | 5                                          | 2           | ?    |
| 2005–2006 | Bundesliga | 8     | 31         | 2                                          | 1           | ?    |
| Totaal    | Totaal     | 125   | 507        | 30                                         | 21          | ??   |

## Interlands
| Datum      | Wedstrijd           | Uitslag | Competitie        | Kreeg geel | Kreeg voor de tweede keer geel en dus rood | Weggestuurd |
| ---------- | ------------------- | ------- | ----------------- | ---------- | ------------------------------------------ | ----------- |
| 05-06-2010 | Roemenië – Honduras | 3 – 0   | Vriendschappelijk | 3          | 0                                          | 0           |
| 12-11-2011 | Wales – Noorwegen   | 4 – 1   | Vriendschappelijk | 1          | 0                                          | 0           |
| 29-05-2012 | Bulgarije – Turkije | 0 – 2   | Vriendschappelijk | 0          | 0                                          | 0           |
| 26-03-2013 | Slowakije – Zweden  | 0 – 0   | Vriendschappelijk | 2          | 0                                          | 0           |